# Давидович, Павел
Па́вел Ма́рек Дави́дович (пол. Paweł Marek Dawidowicz; 20 мая 1995, Ольштын, Польша) — польский футболист, опорный полузащитник клуба «Эллас Верона». Выступает за сборную Польши. Участник двух чемпионатов Европы (2020 и 2024).

## Клубная карьера
Воспитанник клуба «Лехия» Гданьск. 30 мая 2013 года в матче против люблинского «Заглембе» дебютировал в чемпионате Польше. 30 сентября в поединке против «Короны» забил свой первый гол за «Лехию».
Летом 2014 года Давидович подписал пятилетний контракт с лиссабонской «Бенфикой». Для получения игровой практики был отправлен в дублирующую команду. 9 августа в матче против «Трофенсе» дебютировал в Сегунда Лиге, заменив во втором тайме Гонсалу Гедиша. 15 марта 2015 года в поединке против «Фаренсе» забил свой первый гол за дублёров «Бенфики».
Летом 2016 года на правах аренды перешёл в немецкий «Бохум». 9 сентября в матче против «Вюрцбургер Киккерс» дебютировал во Второй Бундеслиге. Летом 2017 года был отдан в аренду итальянскому «Палермо».
В 2018 году на правах аренды отправился в другой итальянский клуб, «Верону», с которым через год подписал полноценный контракт.

## Карьера в сборной
17 ноября 2015 года в товарищеском матче против сборной Чехии Давидович дебютировал за сборную Польши, заменив во втором тайме Михала Паздана.
В 2017 году в составе молодёжной сборной Польши принял участие в домашнем молодёжном чемпионате Европы. На турнире он сыграл в матчах против команд Словакии и Швеции.
В 2018 году попал в расширенный список сборной Польши перед чемпионатом мира, но в итоговый список из 23 игроков Давидович не вошёл.
17 мая 2021 года был включен в официальную заявку сборной Польши главным тренером Паулу Соузой для участия в матчах чемпионата Европы 2020 года.